# Natascha Petz
Natascha Petz (* 6. April 1970 in Berlin) ist eine deutsche Schauspielerin, Sängerin, Synchronsprecherin und Komikerin.

## Leben
Petz absolvierte von 1992 bis 1995 eine Schauspielausbildung an der Fritz-Kirchhoff-Schule Berlin und an der Film- und Fernsehhochschule „Konrad Wolf“ in Potsdam. Seit 1986 nahm sie Gesangsunterricht, erhielt eine klassische Gesangsausbildung und besuchte eine Meisterklasse für Chanson bei Gisela May.
Ab 1996 gastierte Petz als Sängerin mit verschiedenen Chansonprogrammen, anfangs mit Mai Horlemann und Annette Berr, später auch mit Annette Kruhl. Bis zur Auflösung 2006 war sie bei der Chanson-Comedy-Kabarett-Gruppe Womedy mit Mai Horlemann und Lynne Williams tätig. Später wirkte sie beim TriolenKompott mit. Sie hatte Theaterengagements in Berlin, Hamburg, Köln, Dessau und Liechtenstein. Weiterhin ist sie seit 1986 Mitglied im Synagogenchor der Jüdischen Gemeinde Berlin. Weitere Auftritte mit eigenen Chansonprogrammen waren die Soloprogramme „Meen Vater machte mir zum Wunderkinde“ (Chansons der 1920er und 1930er Jahre), „Diätyoga für Anfänger“ (Musik-Comedy).
Außerdem ist sie Sprecherin für Kino- und TV-Produktionen, u. a. König der Löwen II und Feivel der Mauswanderer III.
In der Saison 1996/1997 spielte Petz am Stadttheater Straubing die Carol in dem Musical Zornige Hausfrauen. 1997 spielte sie in einer Bühnenfassung von Bus Stop an der Berliner Tribüne „zugleich naiv und von drallem Sex-Appeal“ die Kellnerin Emma. In der Spielzeit 1999/2000 war sie am Anhaltischen Theater in Dessau die Polly in Brecht/Weills Die Dreigroschenoper. 2000/2001 spielte sie in Berlin an der Seite von Dagmar Biener die Helga in dem Berliner Volksstück Ein Gauner kommt selten allein von Horst Pillau.  2001/2002 spielte sie am Theater am Kirchplatz in Schaan in Franz Wittenbrinks Liederabend Sekretärinnen. Bei den Bad Hersfelder Festspielen trat sie 2005 in dem Musical Camelot auf.
Seit 2009 steht sie im Wechsel mit Angelika Mann in der Kriminalrevue Der Mörder ist immer der Gärtner auf der Bühne des Berliner Kriminal Theaters.
2010/2011 spielte sie die Rolle der Hausfrau in dem Musical Heiße Zeiten unter der Regie von Gerburg Jahnke in Hamburg, Zürich und Düsseldorf.

## Filmografie
- 2009: Die Friseuse, Kino, Regie: Doris Dörrie
- 2005: Schlick, TV, Regie: Reiner Fritsche
- 2003: Nataschas Welt, Polit-TV-Serie, N24
- 2001: Praxis Bülowbogen, TV, ARD

## Synchron/Sprecherin/Moderation (Auswahl)

### Filme
- 1995: Ein Schweinchen namens Babe als Schaf
- 1998: Der König der Löwen 2 – Simbas Königreich – Neve Campbell als Kiara
- 1998: Small Soldiers – Kirsten Dunst als Christy Fimple
- 1999: Ich liebe Dick – Kirsten Dunst als Betsy Jobs
- 2000: Feivel, der Mauswanderer 3: Der Schatz von Manhattan als Jolina
- 2001: Der Schwan mit der Trompete – Reese Witherspoon als Serena
- 2004: Mulan 2 – Lucy Liu als Mei
- 2014: Tammy – Voll abgefahren – Sarah Baker als Becky
- 2015: Fast & Furious 7 – Ronda Rousey als Kara

### Serien
- 2000: Dharma & Greg – Marissa Jaret Winokur als Kassiererin Anita
- 2007: Pamela Anderson in: Stacked – Marissa Jaret Winokur als Katrina
- 2008: Ghost Whisperer – Stimmen aus dem Jenseits – Becky Wahlstrom als Stacey Adler
- 2009: Bones – Die Knochenjägerin – Becky Wahlstrom als Carol Grant
- 2013–2014: Under the Dome – Jolene Purdy als Dodee Weaver

### Sonstiges
- 2003: Moderation und Gesang im „Witzigmann Palazzo“ in Berlin – Spiegelzelt am Potsdamer Platz